# トゥー・マッチ・レイン
「トゥー・マッチ・レイン」 (Too Much Rain)は、2005年にポール・マッカートニーが発表したアルバム『ケイオス・アンド・クリエイション・イン・ザ・バックヤード』の7番目に収録された楽曲。
この楽曲は1936年にチャーリー・チャップリンが監督したアメリカ映画『モダン・タイムス』に使用された「スマイル」（歌詞は、ジョン・ターナーとジェフリー・パーソンズによって1954年に書かれた）にインスピレーションを受けて書かれた楽曲。
「トゥー・マッチ・レイン」の歌詞は「スマイル」に加えて、マッカートニーの当時の妻（ヘザー・ミルズ）の影響も受けた。

## 演奏
- ポール・マッカートニー - ボーカル、グランド・ピアノ、フェンダー・ストラトキャスター、アコースティック・ギター、12弦ギター、ベース、エピフォン・カジノ、オートハープ、ドラム、マラカス